# プランタン (小惑星)
プランタン (6808 Plantin) は、小惑星帯に位置する小惑星。ハイデルベルク天文台でドイツの天文学者カール・ラインムートが発見した。
アントウェルペンを主たる活動拠点としたフランス出身の出版業者クリストフ・プランタンから命名された。